# فورد إسكورت (أوروبا)
فورد إسكورت هي سيارة مدمجة صنعت من قبل شركة «فورد أوروبا» وأنتجت من عام 1968 حتى عام 2004. كما أطلق هذا الاسم أيضا على العديد من أنواع السيارات الصغيرة التي أنتجت في أمريكا الشمالية من قبل شركة فورد بين عامي 1981-2004.
في عام 2004 أطلقت شركة فورد اسم «إسكورت» على سيارات الجيل الثاني من فورد فوكس المباعة إلى السوق الصينية.
كانت سيارة فورد إسكورت هي السيارة الأكثر مبيعا في بريطانيا في الثمانينات والتسعينات. تم بيع ما يزيد عن 4.1 مليون سيارة من جميع موديلات إسكورد على مدى 33 عام.

## معرض صور

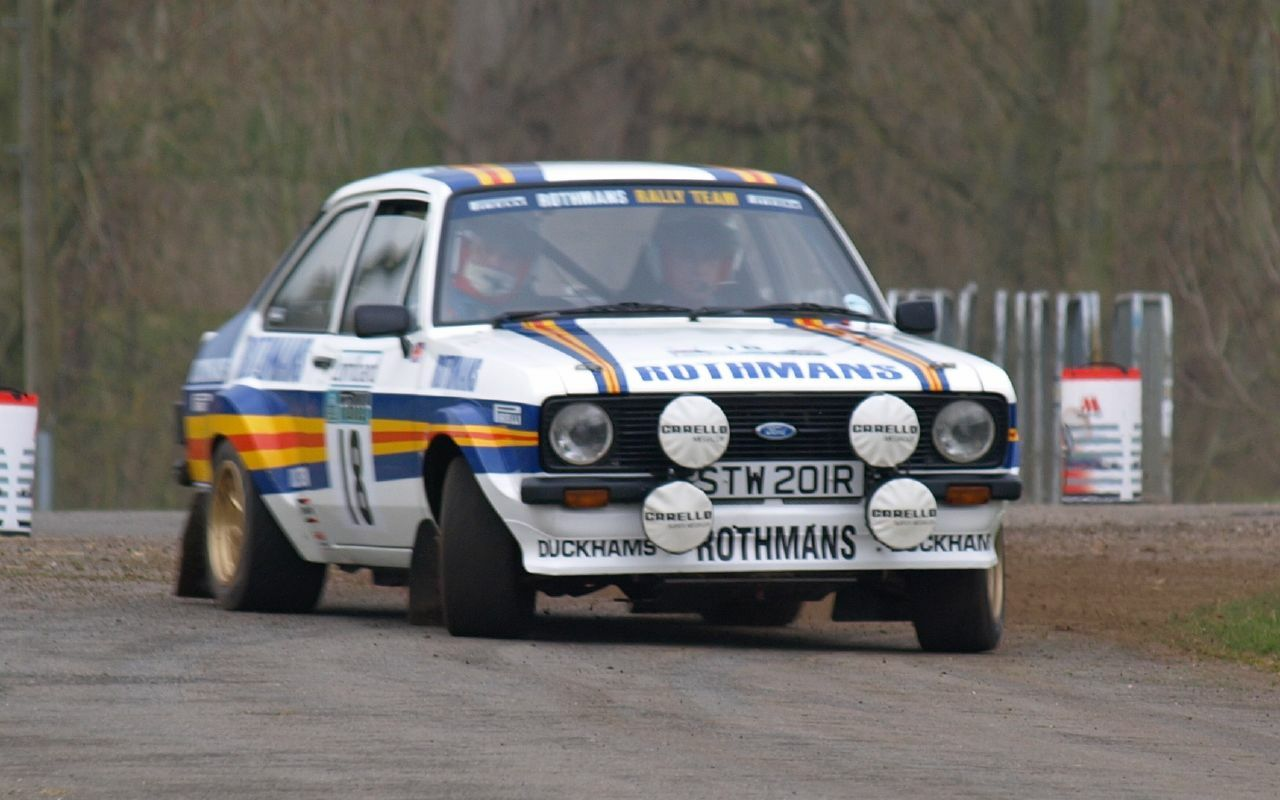
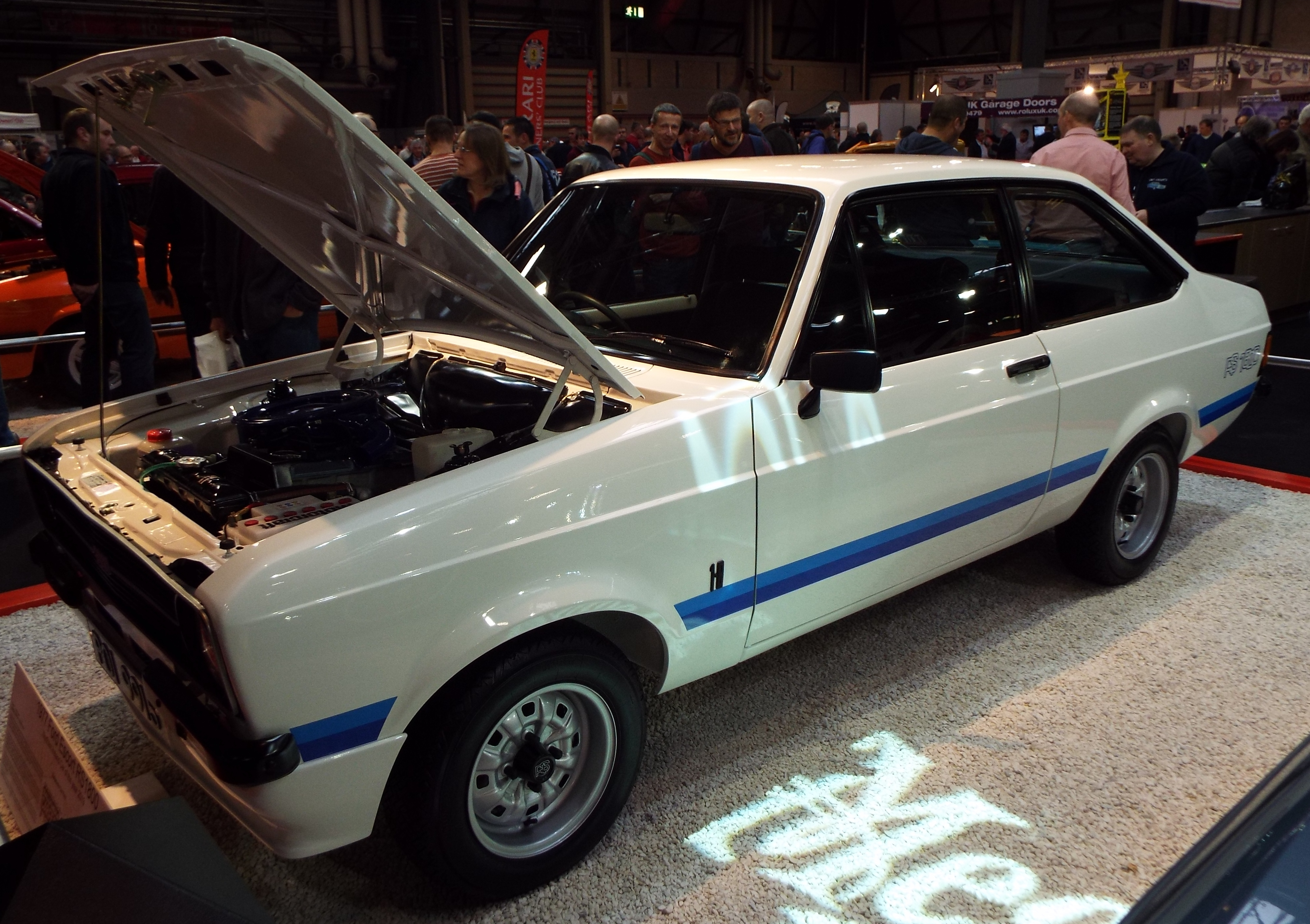
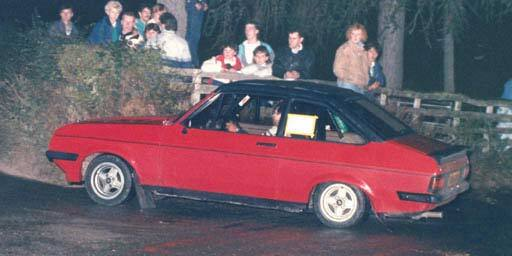
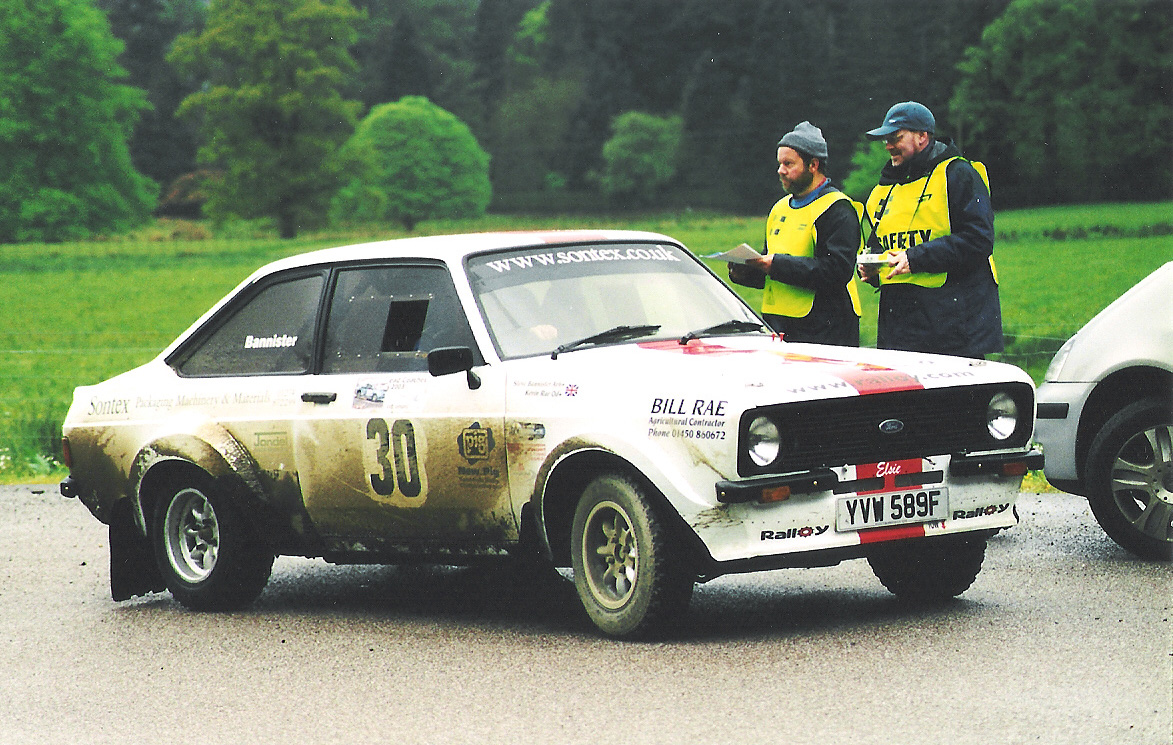